# Вторая Силезская война
Вторая Силезская война (нем. Zweiter Schlesischer Krieg) — второй из трёх крупных военных конфликтов в Центральной Европе, происходящих в рамках так называемых Силезских войн, в которых столкнулись интересы немецкоязычных государств Пруссии и Австрии. Управляли этими двумя государствами соответственно Фридрих II Прусский и Мария-Терезия Австрийская.
После окончания Первой Силезской войны прусский король Фридрих опасался, что вскоре может возникнуть непреодолимая антипрусская коалиция между Великобританией, Ганновером, Саксонией, Россией и Австрией. Он рассматривал Бреслауский мир как нечто большее, чем еще одно перемирие с Австрией, и ему нужно было помешать Марии Терезии отомстить, когда ей будет удобно. Фридрих решил, что Пруссия должна восстановить свой профранцузский союз, построить антиавстрийскую коалицию с как можно большим количеством других немецких князей, а затем снова вступить в войну, нанеся удар сначала против Австрии. В конце 1743 и начале 1744 года Пруссия вела переговоры с Францией, Баварией и другими немецкими князьями о создании коалиции в поддержку императора и в итоге заключила союз с Баварией, Швецией, Гессен–Касселем и Курпфальцем, известный как «Франкфуртская Лига», объявленной целью которой было восстановление и защита территорий императора Карла Альбрехта, включая Богемию (где он был провозглашен королем в 1742 году). Параллельно был заключен договор с Францией, в соответствии с которым Франция обязалась поддержать Лигу и напасть на Австрийские Нидерланды. Против Австрии, таким образом, помимо Франкфуртской Лиги выступали и Франция с Испанией.
Австрия уже во время войны укрепила свои дипломатические позиции Варшавским договором, который установил новый «Четверной союз» между Австрией, Великобританией–Ганновером, Саксонией и Голландской Республикой, направленный на противодействие Франкфуртской Лиге и восстановление традиционных границ Габсбургской монархии. По условиям договора курфюрст Саксонии Фридрих Август II выставлял 30 000 солдат в обмен на денежные субсидии от «морских держав» — британцев и голландцев. На стороне Австрии выступила также Сардиния.
Война вновь завершилась победой Пруссии. Австрия вынуждена была окончательно проститься с надеждами вернуть Силезию.

## Начало войны
Фридрих II вторгся в австрийскую Богемию под предлогом поддержки власти императора Карла VII, воспользовавшись при этом удалённостью австрийской армии, которая в этот момент переправлялась через Рейн по пути во Фландрию. 11 сентября 1744 года Прага была осаждена, а 16 сентября взята штурмом. Далее последовали следующие события.
Когда австрийские войска были выведены из Баварии, чтобы отреагировать на прусское вторжение в Богемию, император Карл VII восстановил контроль над своей столицей в Мюнхене, но умер вскоре после переезда (20 января). Эти события привели к серьёзному сдвигу в направлении войны в Германии.
Когда войска Пруссии были изгнаны из Богемии, Австрия возобновила наступление в Баварии в марте 1745 года, быстро преодолев оборону, восстановленную там зимой. 15 апреля австрийцы под командованием Кароя Йожефа Баттяни разгромили франко-баварскую армию в битве при Пфаффенхофене и полностью вытеснили союзные войска из Баварии. После этого поражения Максимилиан III Иосиф, курфюрст Баварии (сын покойного императора Карла VII) заключил мир с Марией Терезией по Фюссенскому договору 22 апреля. В договоре Максимилиан отказался от притязаний своего отца на австрийские земли и предоставил поддержку Стефана Лотарингского на предстоящих императорских выборах; в свою очередь, Мария Терезия задним числом признала легитимность Карла VII как императора Священной Римской империи. Это закрыло баварский театр войны за австрийское наследство, но война продолжалась в Силезии, Италии и Нидерландах.

## Середина 1745 года
Заключив мир с Баварией, Австрия в конце апреля подготовилась к широкомасштабному вторжению в Силезию, бросив в Моравию армию Карла Лотарингского, а под Лейпцигом организовала саксонскую армию. Фридрих оставил гористую южную оконечность Верхней Силезии австрийскому авангарду пандуров, сосредоточил свою оборону вокруг города Франкенштейн в долине восточной Нейсе. Тем временем Леопольд I, князь Ангальт-Дессау, был поставлен командовать силами в Бранденбурге, чтобы предотвратить саксонское вторжение. В конце мая австрийско-саксонские войска переправились через Крконоше и разбили лагерь вокруг силезской деревни Гогенфридберг, где Фридрих утром 4 июня устроил внезапное наступление. Последовавшая битва при Гогенфридберге закончилась решающей победой Пруссии, в результате чего армия Карла Лотарингского в беспорядке отступила обратно в горы.
Поражение Австрии при Гогенфридберге устранило любую непосредственную перспективу возвращения Силезии. Пруссаки последовали за отступающей австрийско-саксонской армией в Богемию, преследуя ее тыл до Кениггреца, где две армии расположились лагерем на противоположных сторонах Эльбы. Армии мало сражались в течение следующих двух месяцев, в то время как Фридрих добивался мирного соглашения, которое снова гарантировало бы ему контроль над Силезией. Готовность Великобритании субсидировать войну Австрии против Пруссии была значительно уменьшена из-за вспышки нового восстания якобитов, и 26 августа Великобритания и Пруссия согласились на Ганноверскую конвенцию, по котором обе стороны признали немецкие владения друг друга (включая Прусскую Силезию), а Пруссия обязалась не добиваться территориальных выгод в Богемии или Саксонии в любом возможном мирном соглашении.
С австрийской стороны Мария Терезия в середине года вела переговоры с немецкими курфюрстами о том, чтобы сделать её мужа императором Священной Римской империи теперь, когда баварский император умер. Императорские выборы 1745 года состоялись 13 сентября во Франкфурте, где Франц Стефан Лотарингский действительно был выбран императором Францем I (несмотря на несогласие Пруссии и Пфальца), достигнув одной из главных целей Марии Терезии в войне. Тем временем запасы в прусском лагере в Богемии иссякли, и прусские войска постепенно были оттеснены австрийцами. 29 сентября армия Карла совершила внезапное нападение на лагерь Фридриха возле деревни Зоор, несмотря на это пруссаки  победили в сражении при Зооре. Однако припасы пруссаков были исчерпаны, и они снова отошли на зиму в Верхнюю Силезию, вытеснив австрийские легкие войска.

## Окончание кампании 1745 года
Пруссия и Великобритания надеялись, что поражения Австрии при Гогенфридберге и Зооре убедят Австрию прийти к соглашению и сконцентрировать свои усилия против Франции, но Мария Терезия была полна решимости продолжать борьбу. 29 августа Австрия и Саксония договорились о ещё одном наступательном союзе, направленном на захват территории Пруссии, и в начале ноября они начали новое наступление с нескольких направлений на Бранденбург. Австрийская армия принца Карла двинулась на север из Богемии в сторону Лужицы, в то время как основная саксонская армия под командованием Фридриха Августа Рутовского готовилась к атаке из западной Саксонии, надеясь вместе захватить Берлин и сразу положить конец войне. 8 ноября Фридрих был проинформирован об этих перемещениях и приказал Леопольду подготовил свои войска в западном Бранденбурге, а сам отправился в Нижнюю Силезию, чтобы собрать силы для отражения наступления Карла.
Когда австрийцы подошли почти к границе Бранденбурга, 23 ноября Фридрих предпринял успешную внезапную атаку на лагерь Карла в Католиш-Хеннерсдорфе. Эта битва при Хеннерсдорфе закончилась уничтожением саксонских частей союзной армии, а более крупные австрийские силы были отбиты и рассеяны. Карл с остатками своей армии был вынужден отступить обратно в центральную Саксонию и Богемию, оставив Лужицу под контролем Пруссии. Тем временем Леопольд 29 ноября двинулся в западную Саксонию, встретив минимальное сопротивление, и на следующий день занял Лейпциг. Оттуда его армия и армия Фридриха в начале декабря подошли к Дрездену.
Войска Фридриха попытались встать между столицей Саксонии и австрийцами принца Карла, в то время как армия Леопольда наступала прямо на саксонцев Рутовского, которые окопались возле деревни Кессельсдорф. 15 декабря войска Леопольда атаковали и уничтожили армию Рутовского в битве при Кессельсдорфе, открыв путь на Дрезден, в то время как Карл и оставшиеся саксонские солдаты отступили через Крушные горы в Богемию. Пруссаки заняли Дрезден 18 декабря, после чего Фридрих еще раз отправил послов к Марии Терезии и Фридриху Августу  II, чтобы предложить мир.

## Дрезденский договор
Австрийские и саксонские делегаты и британские посредники присоединились к пруссакам в Дрездене, где они быстро заключили мирный договор. В результате соглашения Мария Терезия признала контроль Пруссии над Силезией и Глатцем, а Фридрих задним числом признал Франца I императором Священной Римской империи и согласился на Прагматическую санкцию, а также взял на себя обязательство соблюдать нейтралитет до конца войны за австрийское наследство. Со своей стороны Саксония была вынуждена выплатить Пруссии один миллион талеров в качестве репараций. Таким образом, границы региона были подтверждены на уровне статус-кво до войны, что было главной целью Пруссии. 25 декабря 1745 года был подписан Дрезденский мирный договор, положивший конец Второй Силезской войне между Австрией, Саксонией и Пруссией.

## Важнейшие события и сражения
- 22 мая 1744 года — оформлена анти-австрийская Франкфуртская Лига.
- 5 июня 1744 — заключён договор с Францией о поддержке Франкфуртской Лиги.
- 8 января 1745 года — заключён Варшавский договор.
- 4 июня 1745 года — Битва при Гогенфридберге, поражение австрийцев.
- 15 сентября 1745 года — Битва при Казале (Италия), поражение Сардинии (австрийского союзника) от франко-испанской коалиции, сблизившейся с Пруссией.
- 30 сентября 1745 года — Битва при Зооре, победа Пруссии.
- 15 декабря 1745 года — Битва под Кессельсдорфом, победа Пруссии.
- 25 декабря 1745 года — в городе Дрездене, Пруссия и Австрия, а также Пруссия и Саксония заключили так называемый Дрезденский мир 1745 года. Подтверждены статьи Бреславльского договора 1742 года, по которому Фридрих признавал мужа Марии Терезии (Франц I (Лотарингский)) императором римским.